# Море ведрине
Море ведрине је једно од затамњених базалтних региона на Месецу. Налази се источно од мора кише. Пречника је 674 километара и сматра се да је старо око 3900 милиона година. На североистоку налази се језеро снова (Lacus Somniorum) пречника скоро 400 километара. Најупечатљивији је кратер који лежи у мору, Посејдон (Posidonius) веома правилног облика и пречника од 95 километара. На југоистоку ово море је повезано са морем спокојства а на западу са планинским венцем Балканске планине (Montes Haemus). Ово море је пример маскона, гравитационе аномалије на Месецу.
Летелице Луна 21 и Аполо 17 слетели су у Море ведрине.

### Име
Као и већини других мора на Месецу, и овом је име дао Ђовани Ричоли по својој номенклатури из 1651. године. Пре тога је море било названо велики западни регион (Regio Magna Occidentalis) у мапама Вилијама Гилберта из 1600. године и мали човек (Homuncio) у мапама Пијера Гасендија који је у мору видео облик човека.